# Fondation des sources du droit suisse
La Fondation des sources du droit suisse de la Société suisse des juristes est une institution de recherche offrant dans la Collection des sources du droit suisse des éditions de sources juridiques suisses datant du Moyen Âge à la République helvétique (1798) et jusqu'à 1848 pour le canton de Neuchâtel,.

## Littérature
- (de) Peter Blickle, « Ordnung schaffen. Alteuropäische Rechtskultur in der Schweiz. Eine monumentale Edition », Historische Zeitschrift, vol. 268, 1999, p.  121–136.
- (de) Lukas Gschwend, « Die Sammlung Schweizerischer Rechtsquellen, herausgegeben von der Rechtsquellenstiftung des Schweizerischen Juristenvereins: Ein Monumentalwerk rechtshistorischer Grundlagenforschung », Revue de droit suisse, vol. 126/1, 2007, p.  435–457 (PDF [archive]).
- (de) Lukas Gschwend, « Rechtshistorische Grundlagenforschung: Die Sammlung Schweizerischer Rechtsquellen », Revue suisse d'histoire, vol. 58/1, 2008, p.  4–19 (http://retro.seals.ch/digbib/fr/view?rid=szg-006:2008:58::3&id=&id2=&id3= [archive]).
- (fr) Adrien Wyssbrod: La collection des sources du droit suisse à l’ère numérique, un outil formidable.In: Marco Cavina (Hrsg.): L’insegnamento del diritto (secoli XII–XX) – L’enseignement du droit (XIIe – XXe siècle). Bologna 2019, S. 194–205 ([1] [archive]).